# Cryptocarya balakrishnanii
Cryptocarya balakrishnanii är en lagerväxtart som beskrevs av M.Gangop. & Chakrab.. Cryptocarya balakrishnanii ingår i släktet Cryptocarya och familjen lagerväxter. Inga underarter finns listade i Catalogue of Life.